# 有樂町線
有樂町線（日语：／ Yūrakuchō sen */?）是日本東京地下鐵營運的路線，連接埼玉縣和光市和光市站和東京都江東區新木場站。小竹向原站－新木場段的都市交通審議會的路線編號為「8號線」、和光市－小竹向原段的都市交通審議會的路線編號為「13號線」，國土交通省監修的《鐵道要覽》記載和光市－新木場段為「8號線有樂町線」。
路線名的由來為接鄰銀座的有樂町站。車體、路線圖與轉乘資訊使用的路線顏色為黃色，路線記號為Y。

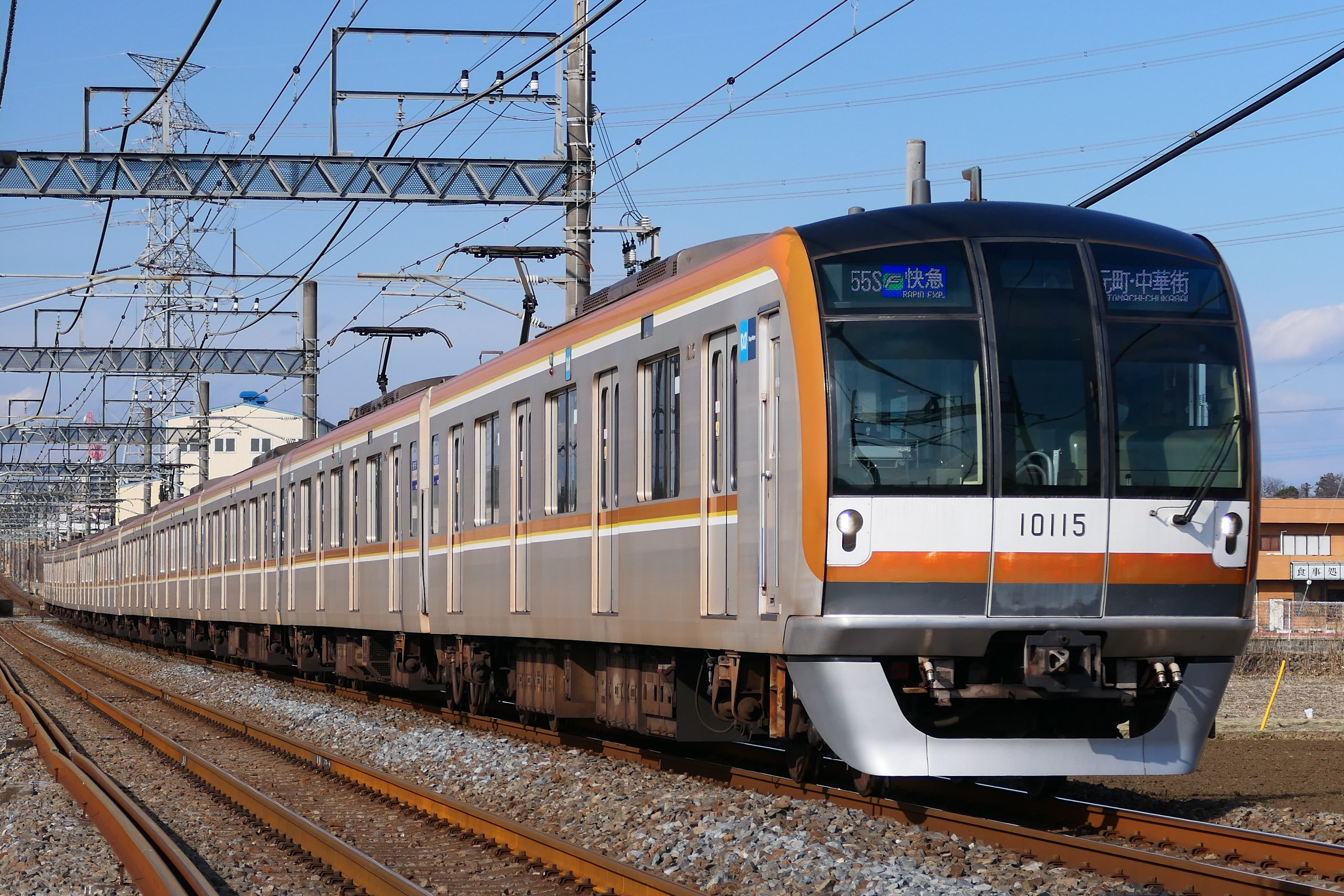
有樂町線使用的10000系電聯車 (2024年2月)

## 路線資料
- 路線距離（營業距離）：28.3公里
- 軌距：1,067毫米
- 站數：24個（包括起終點站）
- 複線路段：全線（小竹向原－池袋段3.2公里與副都心線並軌為四線）
- 電氣化路段：全線（直流1,500V高架電纜）
- 閉塞方式：速度制御式（東京地下鐵新CS-ATC）
  - 起初營團CS-ATC方式由和光市－新富町段先行切換為新CS-ATC方式，餘下的新富町－新木場段於2012年8月完成引入新訊號系統安裝工程。
  - 2010年5月起考慮以後安裝月台閘門，全部列車實施ATO裝置[3]。
- 列車無線（日语：列車無線）方式：誘導無線（日语：誘導無線）（IR）方式
- 最高速度：80公里/小時
- 平均速度：41.3公里/小時
- 表定速度（日语：表定速度）：33.2公里/小時
- 全線所要時間：51分10秒
- 車輛基地：和光檢車區（日语：和光検車区）、和光檢車區新木場分室（日语：新木場車両基地）、飯田橋檢車區（日语：飯田橋検車区）（營團時代廢除）
- 地面路段：和光市站附近、新木場站附近 合計2.3公里

## 沿革
- 1962年（昭和37年）12月8日：向原－池袋段作為第4號線（丸之內線）的一部分取得鐵道事業免許。
- 1968年（昭和43年）
  - 6月6日：第8號線，成增－向原段與西池袋（現時池袋）－明石町（現時新富町）段申請鐵道事業免許與申請1962年向原－池袋改變起業目論認可事業免許[4]。
  - 10月30日：第8號線，成增－池袋段與西池袋－明石町取得鐵道事業免許與認可向原－池袋間改變起業目論（換句話說，現時地下鐵成增－新富町段交付了鐵道事業免許）。
- 1970年（昭和45年）8月19日：池袋－銀座一丁目段開工。
- 1972年（昭和47年）
  - 2月26日：營團成增（現時地下鐵成增）－池袋段開工。
  - 3月1日：根據都市交通審議會答申第15號，決定興建第13號線，13號線向原－池袋段並行。
- 1974年（昭和49年）
  - 1月9日：確定8號線稱為有樂町線。
  - 10月30日：池袋－銀座一丁目段通車。
- 1975年（昭和50年）9月2日：申請第13號線和光市－成增與池袋－澀谷間的免許與第8號線向原－池袋部分更改施工路段（作為13號線相異的工程）認可。
- 1976年（昭和51年）
  - 3月1日：銀座一丁目－新富町段開工。
  - 8月11日：第13號線和光市－成增間取得鐵道事業免許與第8號線向原－池袋更改施工路段認可。然而，池袋－澀谷段保留了鐵道事業免許的交付。
  - 9月22日：引入自動列車運行制御裝置（PTC）（日语：列車運行管理システム）[5]。
- 1978年（昭和53年）9月1日：和光市－營團成增段開工。
- 1979年（昭和54年）10月24日：新富町－灣岸（現時新木場）申請鐵道事業免許。
- 1980年（昭和55年）
  - 3月27日：銀座一丁目－新富町段通車。
  - 9月26日：新富町－灣岸取得鐵道事業免許。
- 1982年（昭和57年）
  - 1月29日：豐洲－龜有（14.7公里）申請鐵道事業免許。但是，之後並無交付。
  - 4月1日：新富町－新木場段開工。
- 1983年（昭和58年）
  - 6月24日：營團成增（現時地下鐵成增）－池袋段通車。
  - 10月1日：西武有樂町線小竹向原－新櫻台段通車，開始直通。
- 1987年（昭和62年）8月25日：和光市－營團成增（現時地下鐵成增）通車[6]。開始與東上本線互相直通運行至森林公園[6]。
- 1988年（昭和63年）6月8日：新富町－新木場通車，全線通車。同年引入自社的空調列車。
- 1993年（平成5年）3月18日：07系開始營業。
- 1994年（平成6年）12月7日：有樂町線新線小竹向原－新線池袋通車，同時西武有樂町線新櫻台－練馬的單線鐵路通車，開始直通至練馬站。
- 1995年（平成7年）3月20日：受發生東京地鐵沙林毒氣事件影響，早上停運，下午重開。
- 1998年（平成10年）3月26日：西武有樂町線全線複線化，開始經由此線互相直通至西武池袋線（直通路段延長至飯能站）。
- 2002年（平成14年）10月12日：池袋－新富町開始使用新CS-ATC。
- 2004年（平成16年）4月1日：帝都高速度交通營團民營化，由東京地下鐵繼承。同時營團赤塚站與營團成增站亦分別改名為地下鐵赤塚站與地下鐵成增站。
- 2005年（平成17年）10月31日：引入女性專用車廂。
- 2006年（平成18年）9月1日：10000系開始營業運行。
- 2007年（平成19年）10月27日：和光市－池袋、小竹向原－新線池袋（當時）開始使用新CS-ATC。
- 2008年（平成20年）
  - 5月3日：小田急特急浪漫特快（60000型「MSE」）開始直通。
  - 6月14日：伴隨副都心線通車，和光市－小竹向原與同線共用路段，有樂町線新線小竹向原－新線池袋段編入副都心線。準急列車開始運行。
  - 6月16日：因為多種原因，如西武線進入此線時誤點、駕駛不熟悉列車機器操作、路線設定錯誤等，導致多班各站停車班次過站（東新宿站）不停的事件。最終導致此線和副都心線全日班次大混亂。
  - 11月29日：大幅減少準急列車作為只限和光市－新木場的線內運行。
- 2010年（平成22年）
  - 3月6日：廢除準急列車。
  - 5月22日：本路線的所有列車開始以ATO裝置自動運行[3]。
  - 發表了平成22年度事業計劃，表明除小竹向原站外所有車站依次設置月台閘門。而小竹向原－千川的連絡線則延遲設置[7]。
- 2011年（平成23年）
  - 2月23日：此日起地下鐵成增、地下鐵赤塚兩站引入了發車聲音。以後，月台閘門的運作開始按照依次發車聲音使用[8]。
  - 10月4日：約8時54分，小竹向原站混凝土發生剝落，切斷了通訊路線，導致小竹向原－池袋停運至17時。其影響之嚴重一度引致國土交通省關東運輸局發出警告文書，要求東京地下鐵研究事故原因和防止事故再次發生。
  - 12月7日：約2時10分，豐洲站發生夜間作業事故，出現死傷者，導致銀座一丁目－新木場停運至8時30分，並在銀座一丁目站折返運行。
- 2012年（平成24年）
  - 3月17日：伴隨月台閘門設置工程，小田急浪漫特快停止直通至千代田線。
  - 9月10日：東急5050系4000番台電車開始營業運行。當日有東武東上線森林公園－新木場早上1班來回運行。
- 2013年（平成25年）12月7日：所有車站已全數設置月台閘門[9]。
- 2014年（平成26年）2月8日：千川站月台閘門開始運作，至此所有車站的月台閘門均開始運作[10]。
- 2015年（平成27年）3月28日：和光市－小竹向原開始一人控制[11]。
- 2016年（平成28年）2月14日：千川－小竹向原之間往有樂町線和光市方向聯絡線完工，開始使用[12]。
- 2018年（平成30年）3月17日：新富町站與日比谷線築地站開始轉乘業務[13]。
- 2020年（令和2年）6月6日：銀座一丁目站與銀座線、丸之內線、日比谷線銀座站開始轉乘業務[14]。
- 2022年（令和4年）
  - 1月28日：向國土交通大臣申請豐洲 - 住吉之間約4.8km的鐵道事業許可。
  - 3月28日：國土交通大臣許可豐洲 - 住吉間約4.8km的第一種鐵道事業。
  - 8月6日：全線開始一人駕駛。
- 2025年4月17日，東京地下鐵與東武鐵道共同宣布，預計在2030年代中期完成有樂町線與東武伊勢崎線直通運轉的延伸路段[15][16][17]。

## 運行型態
此線列車途經和光市站直通至東武東上線川越市站（早晚時直通至森林公園站，週末假日早上副都心線直通一部分列車只直通至小川町站），小竹向原站起途經西武有樂町線直通至池袋線小手指站（早晚一部分列車直通至飯能站）。
只有有樂町線運行的列車與東武東上線直通列車是全線各站停車，西武池袋線直通列車在西武線內是準急、快速、快速急行列車，此時在小竹向原站改變列車級別。另外2017年3月25日起有收費指定列車「S-TRAIN」開始運行。只限平日時刻表直通有樂町線，小手指站－豐洲站間在早上所澤開往豐洲2班、黃昏以後豐洲開往小手指5班。有樂町線內的中途停靠站為飯田橋站、有樂町站兩站，往豐洲為下車專用，往小手指為上車專用，而且不可只在西武線內或只在有樂町線內乘搭。
和光市站－小竹向原站間與副都心線共用軌道與車站設施，新木場站到發（平日早上一部分在豐洲站到發）的列車與澀谷方向（東急東橫線、港未來線直通的元町·中華街站到發：一部分在武藏小杉站、元住吉站、菊名站、橫濱站到發）的列車運行。
與副都心線共用路段和光市－小竹向原間同時有10節編組與8節編組列車運行，小竹向原－新木場間全部為10節編組列車運行。
平日早上繁忙時段的池袋方向有許多列車運行，並在小竹向原站分發至新木場方向與澀谷方向。
另外當舉辦棒球與煙火大會等活動時會開行臨時列車（詳細參見「臨時列車」一項）。尤其在埼玉西武獅贊助比賽等在西武巨蛋舉辦活動日，將有途經西武有樂町線、池袋線西所澤站開往狹山線西武球場前運行的列車，可以由東京都心與灣岸地區不必轉乘直達西武巨蛋。曾經每年有30日運行小田急線直通的臨時特急（詳細參見「特急浪漫特快「Bay Resort」」一項）。
東京地下鐵車輛的車次編號末尾為S、東武車輛為T、西武車輛為M、副都心線直通的東急車輛與橫濱高速鐵道車輛為K。東武車輛不會進入西武路線，西武車輛也不會進入東武路線。此線與副都心線、東橫線、港未來線10節編組列車共通使用，東武車輛與西武車輛只限用於有樂町線，西武車也直通至和光市站為止。東京地下鐵車輛的一部分用於東武東上線川越市方向與和光市開的列車在新木場折返後可用於西武池袋線石神井公園方向的列車。另一方面，有樂町線新木場開出的列車也可在和光市、東上線川越市方向、池袋線石神井公園方向折返後用於副都心線、東急東橫線、港未來線元町·中華街方向（受10節編組月台有效長度影響，在東橫線、港未來線內只能運行急行以上類別）。東京地下鐵車輛的車次編號（21S－97S）為奇數（但是平日繁忙時段一部分列車也有用偶數編號。/48S、52S），東武車輛（01T－23T）與西武車輛（02M－38M及擔任S-TRAIN的40000系限定的50M－）的偶數。另外發生時刻表擾亂時東急車輛10節編組也作為東京地下鐵車輛、東武車輛、西武車輛臨時直通。

### 運行班次

#### 和光市方向、東武東上線直通
早晚繁忙時段：每2－4分鐘1班（1小時10－17班來回）
1小時東上線直通列車（川越市站、志木站到發）為6－8班來回（早上往新木場方向與黃昏往和光市方向一同在森林公園站到發），和光市站到發列車為4－11班來回，新木場站到發為5－15班來回。所有列車各站停車。
日間：每5－7分鐘1班（1小時6班來回）
1小時新木場站－川越市站間列車為2班來回，新木場站－和光市站間列車各4班來回。
早上、夜間：每6－9分鐘1班
川越市站、森林公園站到發運行。志木站到發只限平日。日間川越市站到發列車可在小竹向原站轉乘西武池袋線系統的F Liner。以該站為基準的有樂町線、池袋線直通列車前方的往和光市列車、後方往新木場當中，和光市站到發列車可在該站轉乘森林公園站到發的F Liner（緩急接續）。
另一方面，線內運行的列車大多數列車都在和光市站－新木場站間行駛，一部分列車只運行新木場站－池袋站間。新木場站－小竹向原站間的列車平日往新木場2班，週末假日往小竹向原、新木場為1班。只限平日森林公園開往豐洲。作為首班車由市谷開往和光市，有樂町開往新木場。末班車和光市開往池袋1班。
東上線內發生人身事故、各種事故等無法直通運行時，全部在和光市站折返運行。有時會在池袋站停止運行。

#### 西武有樂町線、池袋線直通
早上：每6－9分鐘1班
石神井公園站、保谷站、清瀨站、所澤站、小手指站、飯能站到發，往豐洲、往新木場
其他時段：每5－30分鐘1班（1小時2－6班來回）
日間新木場站－小手指站間、新木場站－保谷站間、新木場站－石神井公園站的列車1小時各2班來回。
黃昏以後設定為新木場站－石神井公園站、保谷站、清瀨站間。
※西武巨蛋舉辦棒球比賽時也開行往西武球場前的列車。

石神井公園站、清瀨站到發為中心運行。也有只限平日的清瀨開往豐洲的列車。也有所澤到發的列車。也有飯能到發的列車運行。
日間小手指站、保谷站到發的各站停車在小竹向原站可轉乘副都心線各站停車、東急東橫線內急行的和光市站到發列車（東武東上線森林公園站到發的F Liner前、後）。
西武線內的類別除各站停車以外還有準急、快速、快速急行運行。列車類別全部在小竹向原站改變。
池袋線內發生人身事故、各種問題等無法與此線直通運行時，西武線直通列車會在池袋站停止營運，回送至小竹向原站後折返新木場方向。

### 列車類別

#### 各站停車
東京地下鐵線內各站停車的類別。車站資訊板除小竹向原站－和光市站各站外不顯示類別，只顯示目的地。後述準急廢除後，這種類別只餘下與副都心線的急行相對的「各站停車」一個系統。
有樂町線的類別顯示會根據車種與所屬公司混合使用「各站停車」與「各停」，前者用於西武池袋線內會切換為「各停」標記。
東上線內作為普通列車時，可顯示各停停靠的各站。當時刻表發生混亂時，副都心線直通列車可改變用於東上線內作為急行、快速急行運行。
西武池袋線內除各停以外在小竹向原站改變類別的還有快速、準急、快速急行。曾經在新木場站起也有西武池袋線內的類別導覽（正確而言各停是西武有樂町線小竹向原站起為普通）。另一方面往新木場方向的西武有樂町線練馬站起所有列車各站停車、練馬站起作為普通顯示、小竹向原站起作為各停顯示。

#### S-TRAIN
2017年3月27日起在平日的通勤時段開始運行的座席指定列車。豐洲站到發的所有列車直通西武有樂町線、池袋線る。乘車必須座席指定券，途中只停靠飯田橋站、有樂町駅（池袋站也通過。只作乘務員交會的小竹向原站運行停車），各站在早上只限下車，黃昏只限上車，不可只在有樂町線內乘車。有樂町線內的通過站是自2010年廢除準急以來首次。
週末假日會直通副都心線、東急東橫線、港未來線直通（元町·中華街站到發），不直通有樂町線。座席指定列車只限S-TRAIN，由於車長需要乘務員負責檢查座席指定券等工作，故不屬於一人控制。

### 副都心線的列車
副都心線開業後，此路線的和光市站－小竹向原站間成為與副都心線的共用路段。此路段亦有副都心線的各站停車、通勤急行、急行運行。詳細參見「副都心線」。

## 使用車輛
現在的車輛全數與副都心線共通，小竹向原以東原則上只限10節編組的東京地下鐵車輛、西武車輛、東武車輛進入線，和光市－小竹向原間與並行路段小竹向原－池袋間的副都心線軌道則有8節編組的東京地下鐵車輛與東急車輛、橫濱高速鐵道車輛進入。

### 自身車輛
- 17000系 - 自2021年2月21日開始引入[19]。取代7000系[19]。

- 10000系
  - 原則上為10節編組，第1至5編組可作8節編組運行。不過8節編組只可用於7000系8節編組相同路段，不在有樂町線運行。但是截至2020年沒有以8節編組運行。

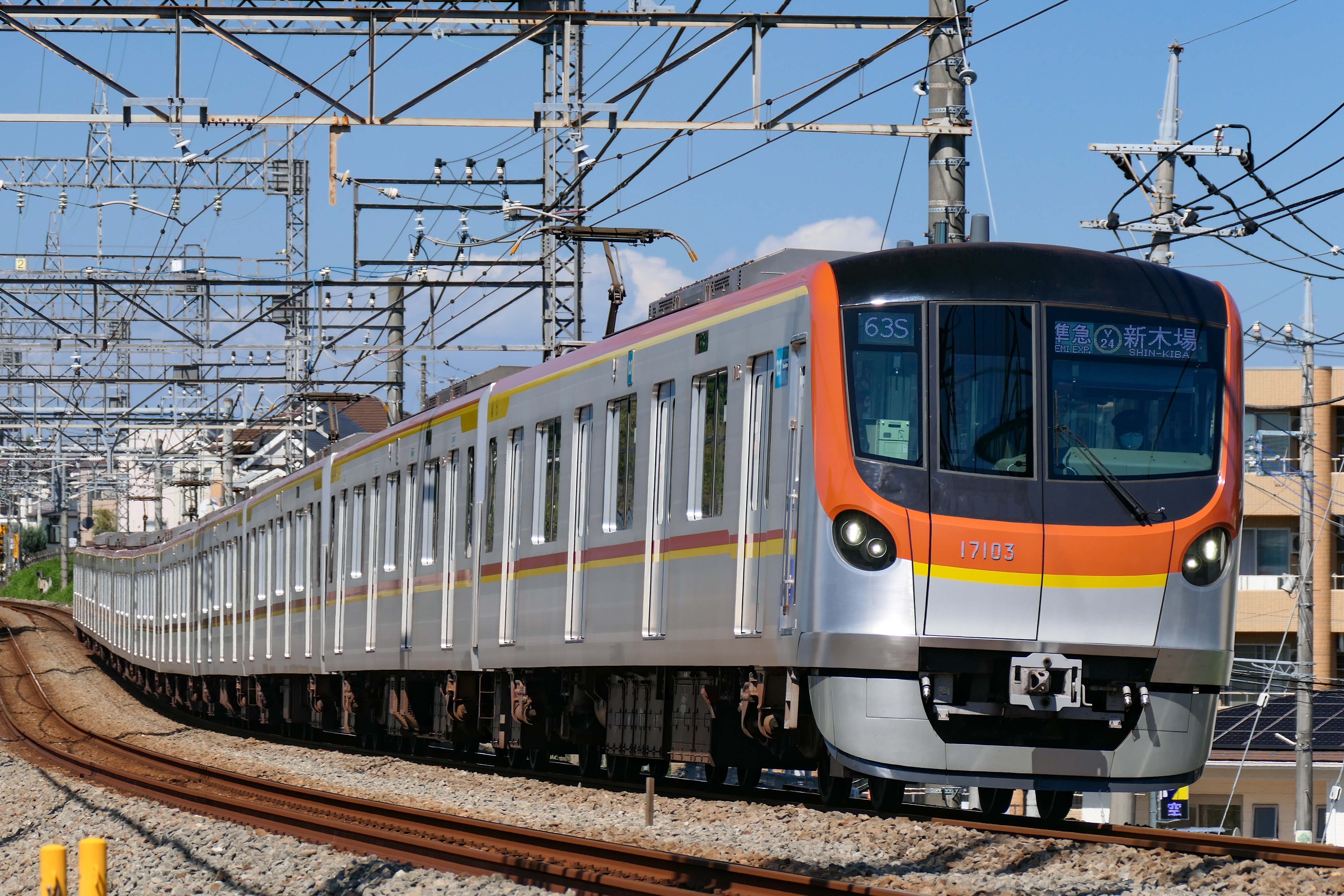
17000系 （2021年10月2日）
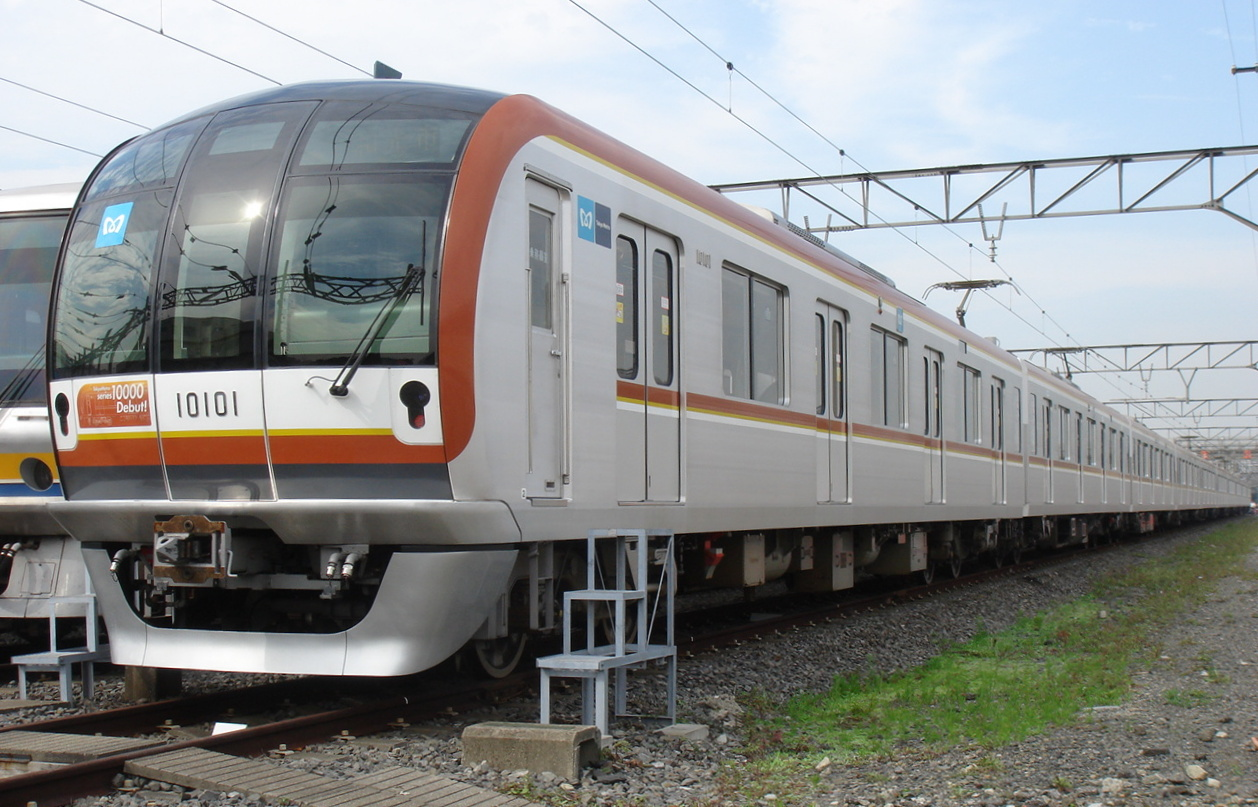
貼有紀念開始營業頭貼的10000系（10101編組） （2006年9月30日 新木場車輛基地（日语：新木場車両基地））

### 直通車輛
西武鐵道
- 40000系 - 0番台（雙座位車）為於2017年3月25日起運行，用於「S-TRAIN」與間中用於直通運行的列車。50番台（長座位車）是包括在和光市站到發在內作為一般列車與6000系共通用於直通運行的列車。
- 6000系 - 為了副都心線池袋－澀谷間開業，至2010年度前進行了直通此線的改造工程。另外原型車6101編組、6102編組的操作台機器配置與地板下機器配置與量產車有較大差異 ，只進行直通運行至地下鐵有樂町線列車的改造，不進行直通運行至副都心線的改造。此2班列車在副都心線開業前轉屬西武新宿線、拜島線。

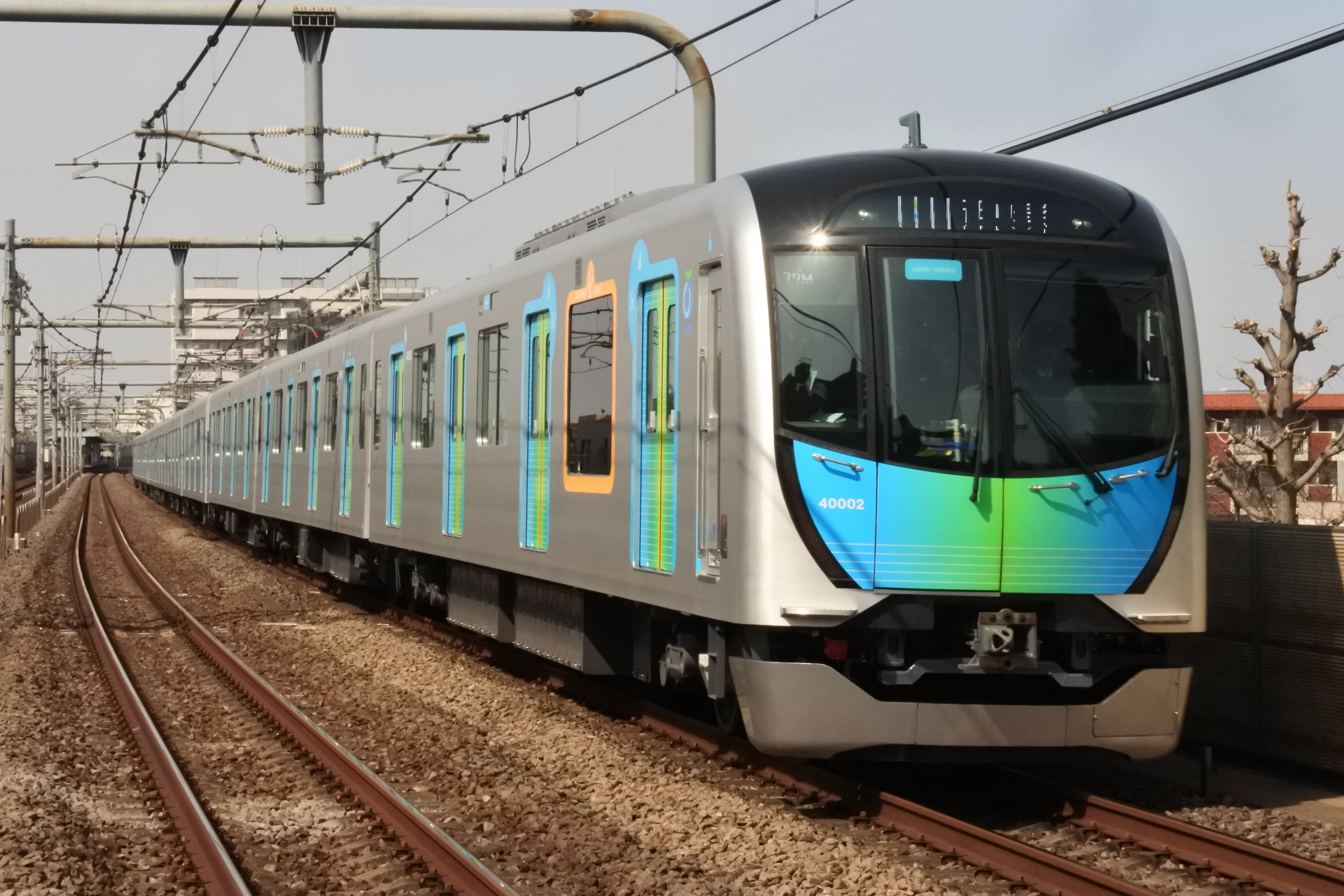
40000系（0番台）S-TRAIN（40102編成） （2017年3月25日 / 西武池袋線 中村橋站）
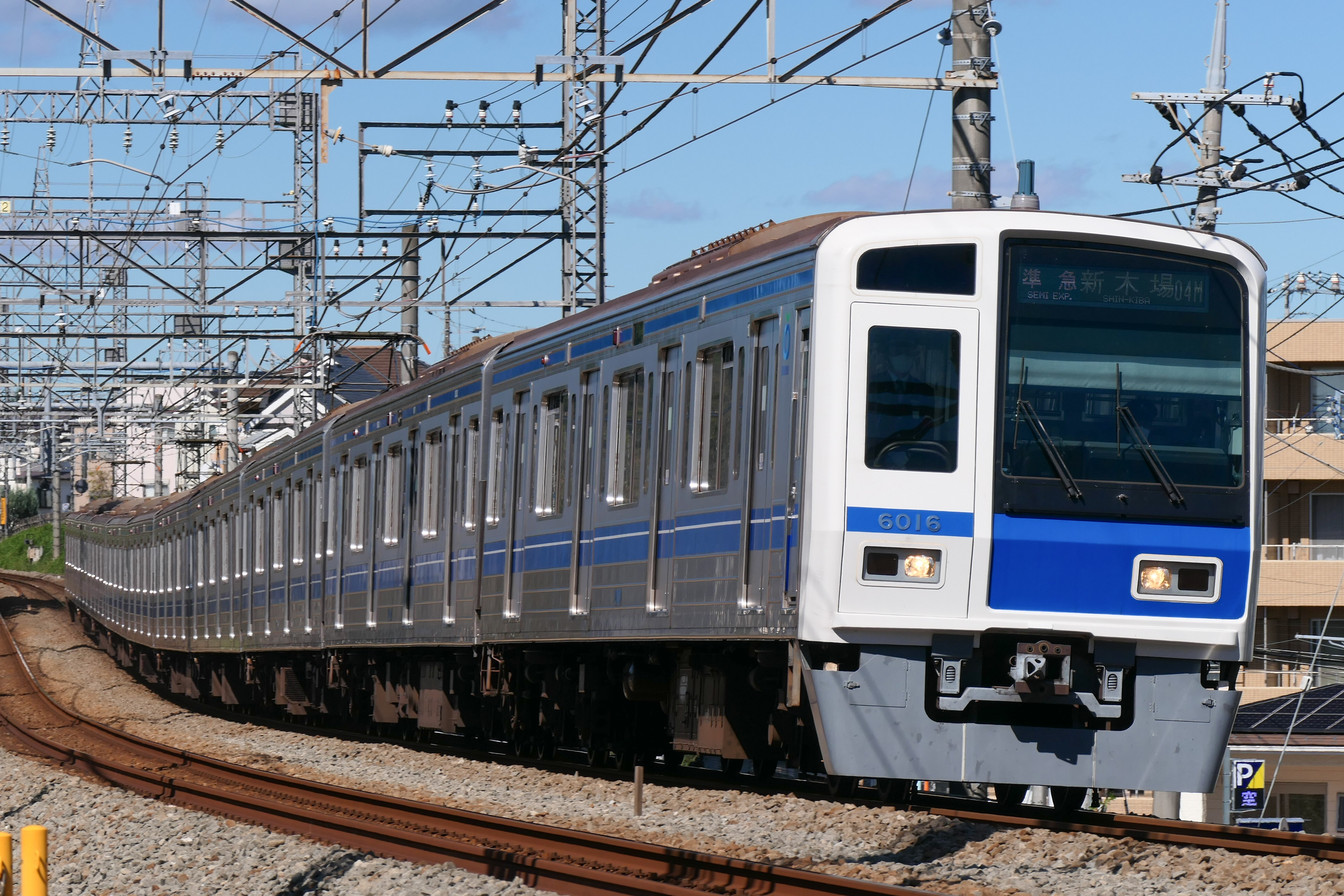
6000系 （2021年10月20日）

東武鐵道
- 50000系・50070型
- 9000系・9050系 - 為了副都心線池袋－澀谷間開業，至2010年度前進行了直通此線的改造工程。另外原型車9101編組的乘客車站間隔與量產車不同而不在改造工程對象，只限在東武東上線池袋－小川町間使用。截至2020年7月31日，9000系是在東京地下鐵定期使用的車輛當中唯一採用電機子斬波控制的車輛。

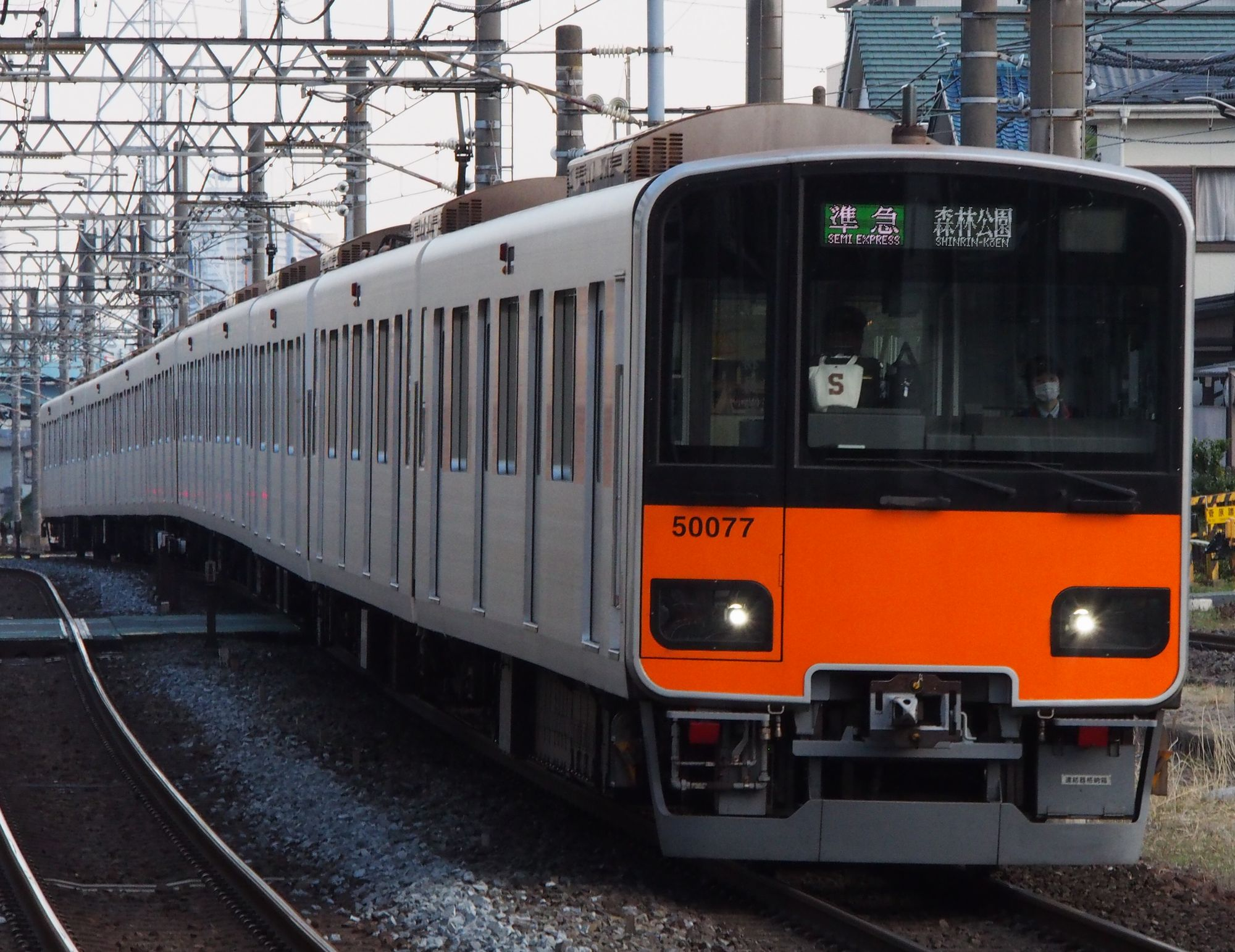
50000系50070型（51077編組） （2016年3月26日）
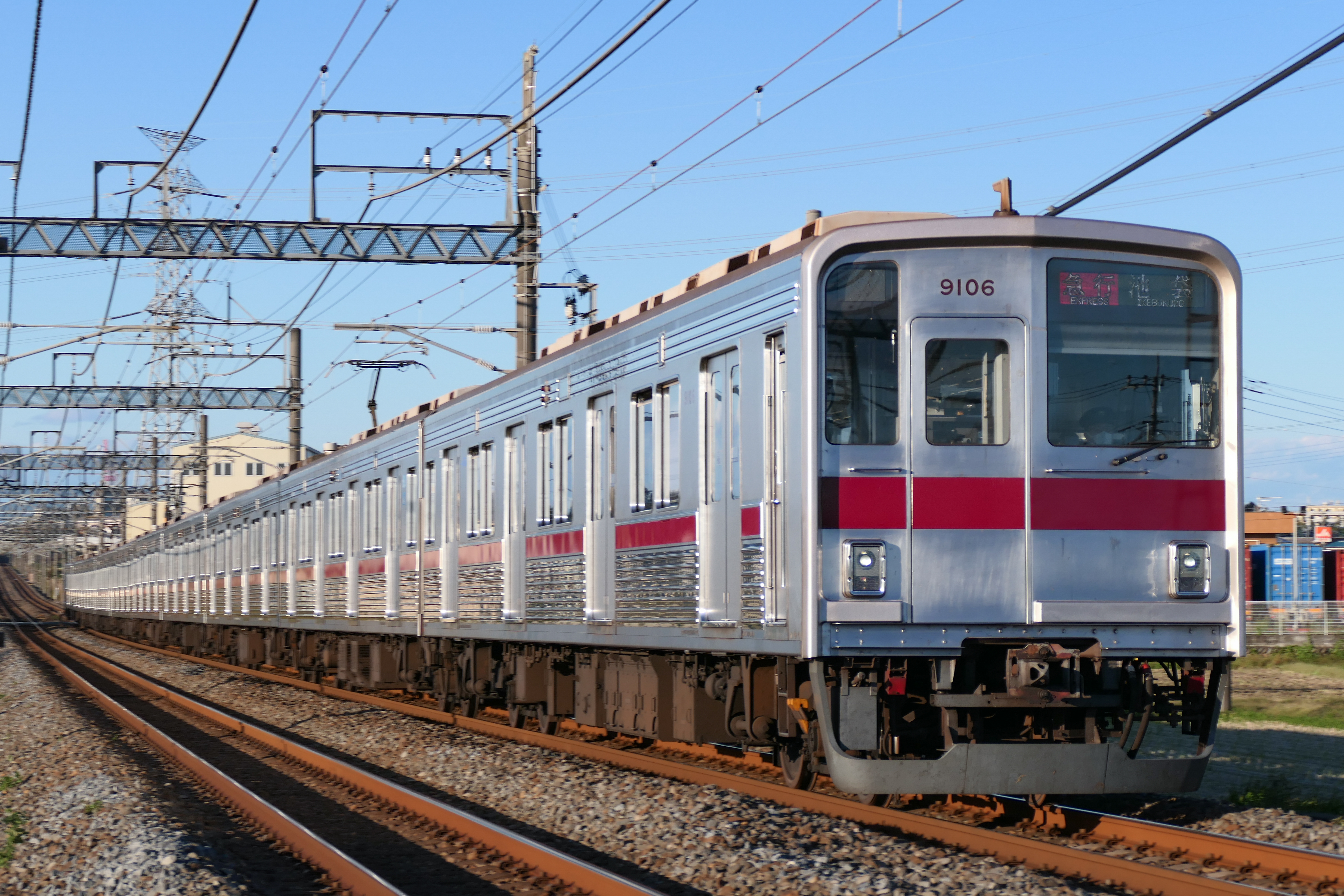
9000系（9106編組） （2021年10月23日）
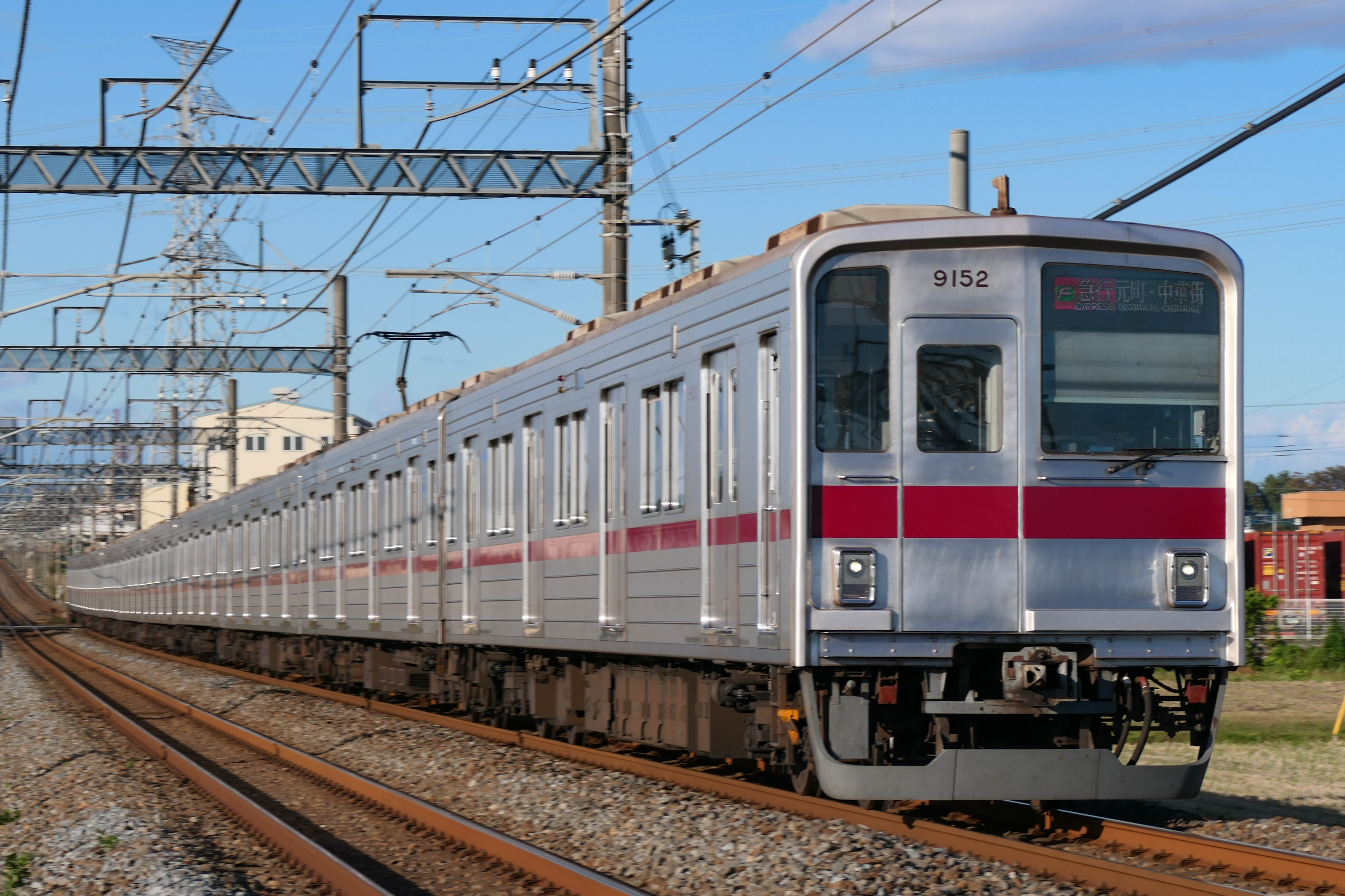
9050系（9152編組） （2021年10月23日）

### 過去使用車輛
- 07系
  - 在2009年3月前所有車輛轉屬東西線。

- 7000系
  - 在有樂町線行走的7000系只限金帶的10節編組，至2010年（平成22年）5月10節編組的副都心線、有樂町線兼用車輛統一完成後，金帶的7000系不復存在。現在使用副都心線顏色車輛。
  - 為了預備副都心線開業而改造的8節編組車輛不用於有樂町線，只在和光市－小竹向原間與副都心線的共用路段供副都心線各站停車直通。

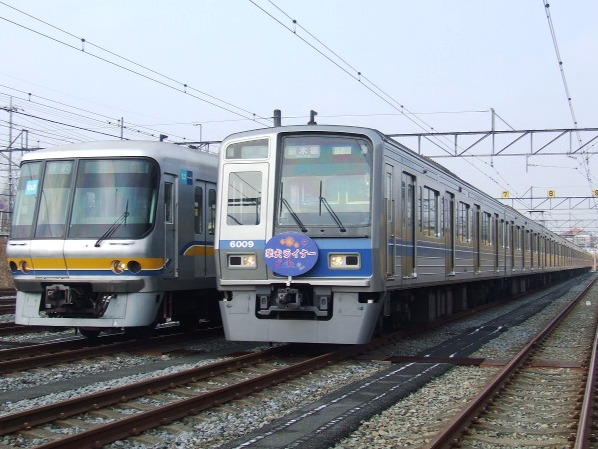
曾經用於有樂町線 東京地下鐵07系（左）與現在仍直通至有樂町線的西武6000系6109編組（現在已經改造） （2007年2月10日）
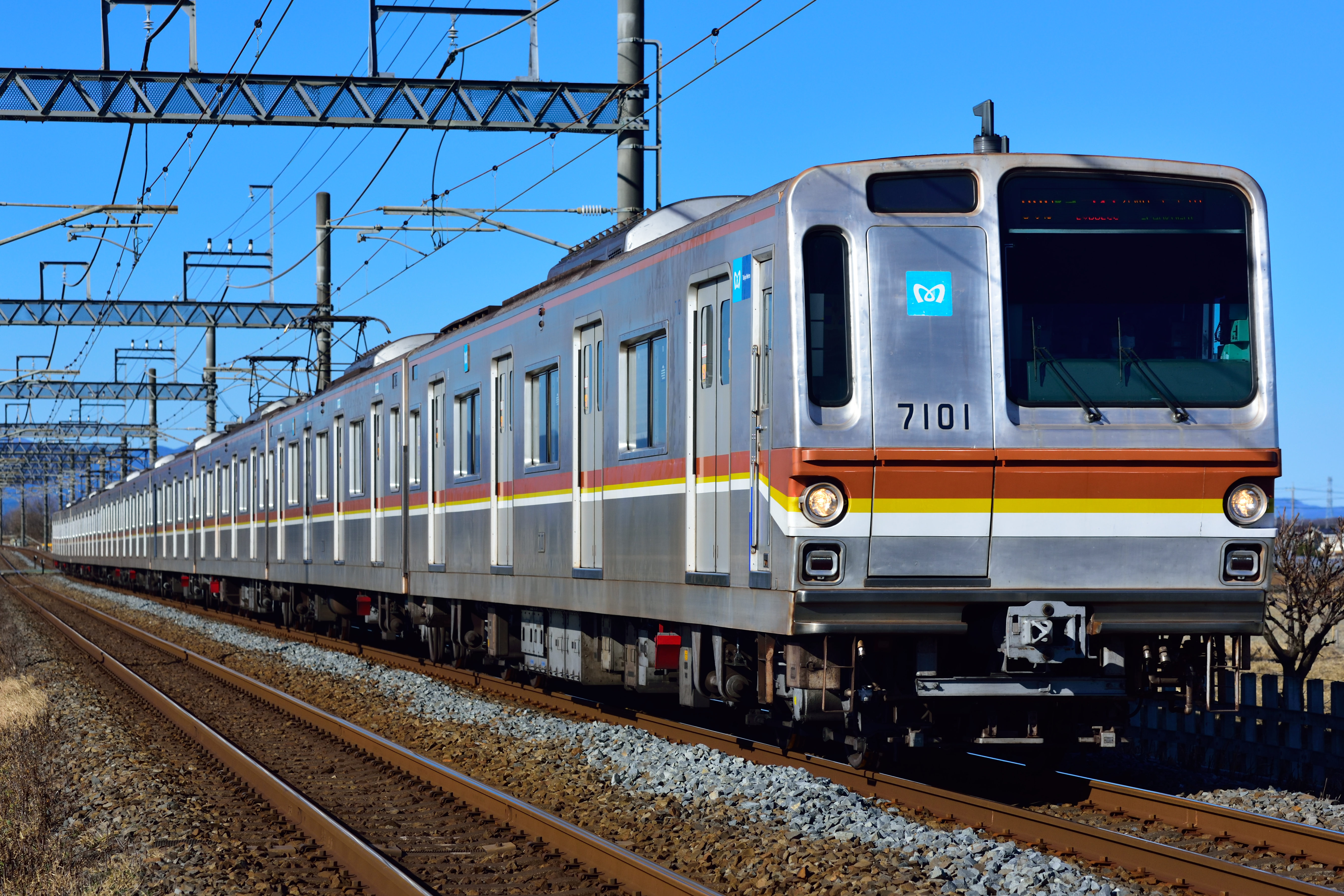
伴隨對應副都心線的改造將帶色更改的7000系（7101編組） （2017年12月29日 東武東上線 川越市站－霞關站間）
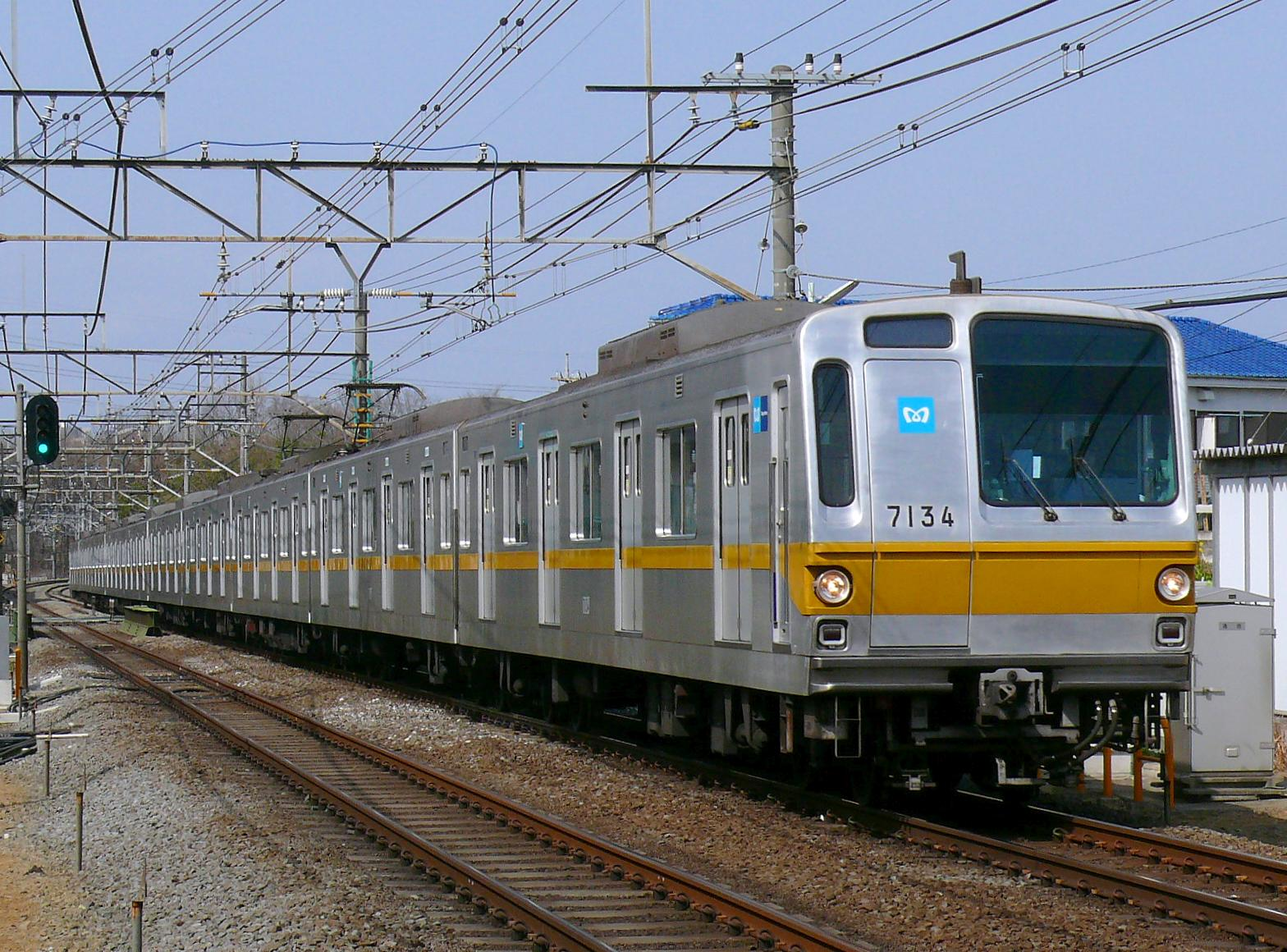
7000系6次車（7134編組） （2008年3月4日 西武池袋線 秋津站）

### 過去直通車輛
小田急電鐵
- 60000型 MSE - 不定期運行。詳細參見#特急浪漫特快「Bay Resort」一節。

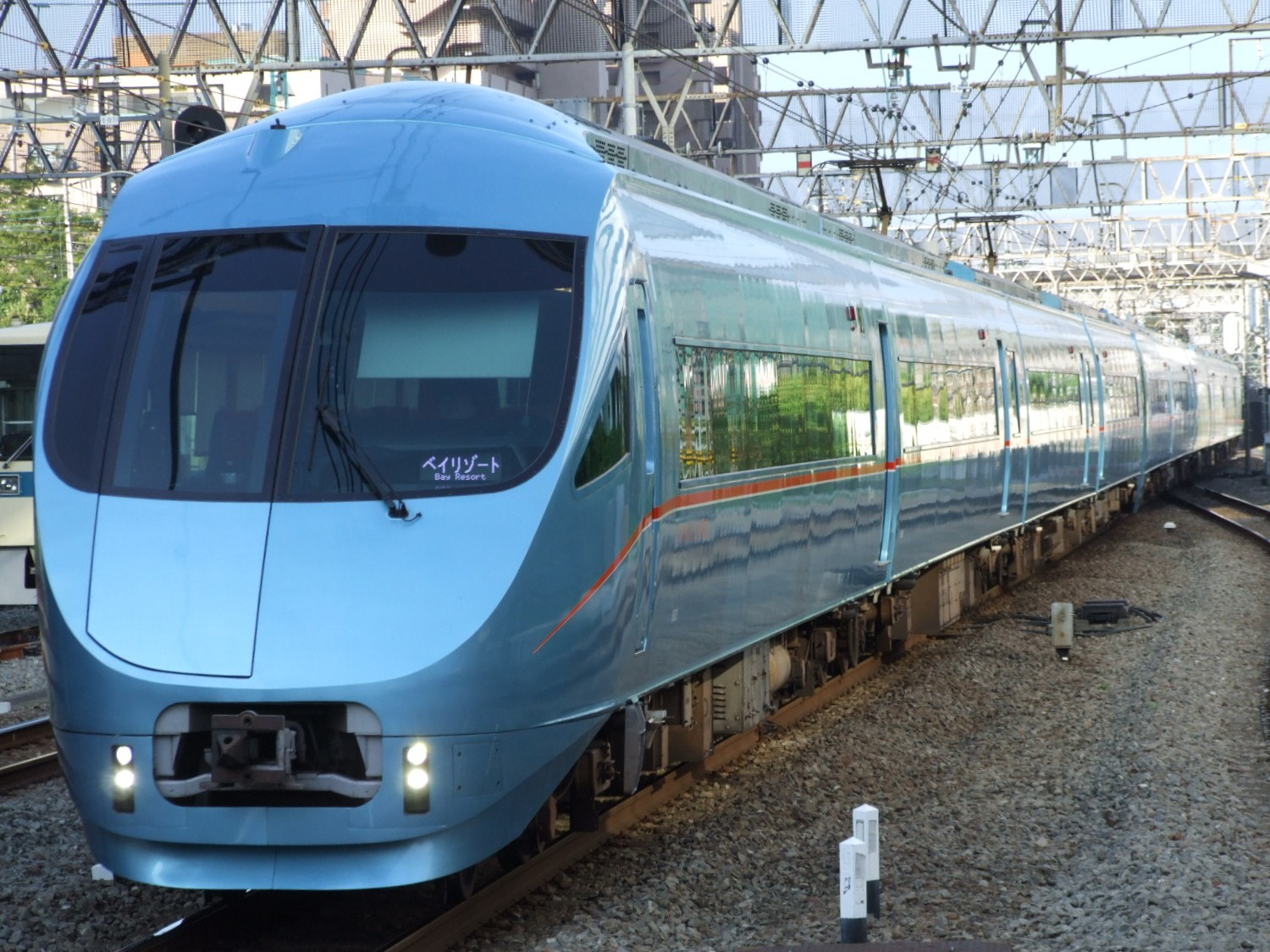
60000型 MSE Bay Resort

東急電鐵
- 5050系4000番台 - 在副都心線與東橫線直通運行開始前，2012年9月起東武、西武兩間公司先行借出列車並開始定期運行。與副都心線開始直通運行的2013年3月16日以後不再設定小竹向原－新木場間定期使用的設定。但是發送故障時仍會進入有樂町線。

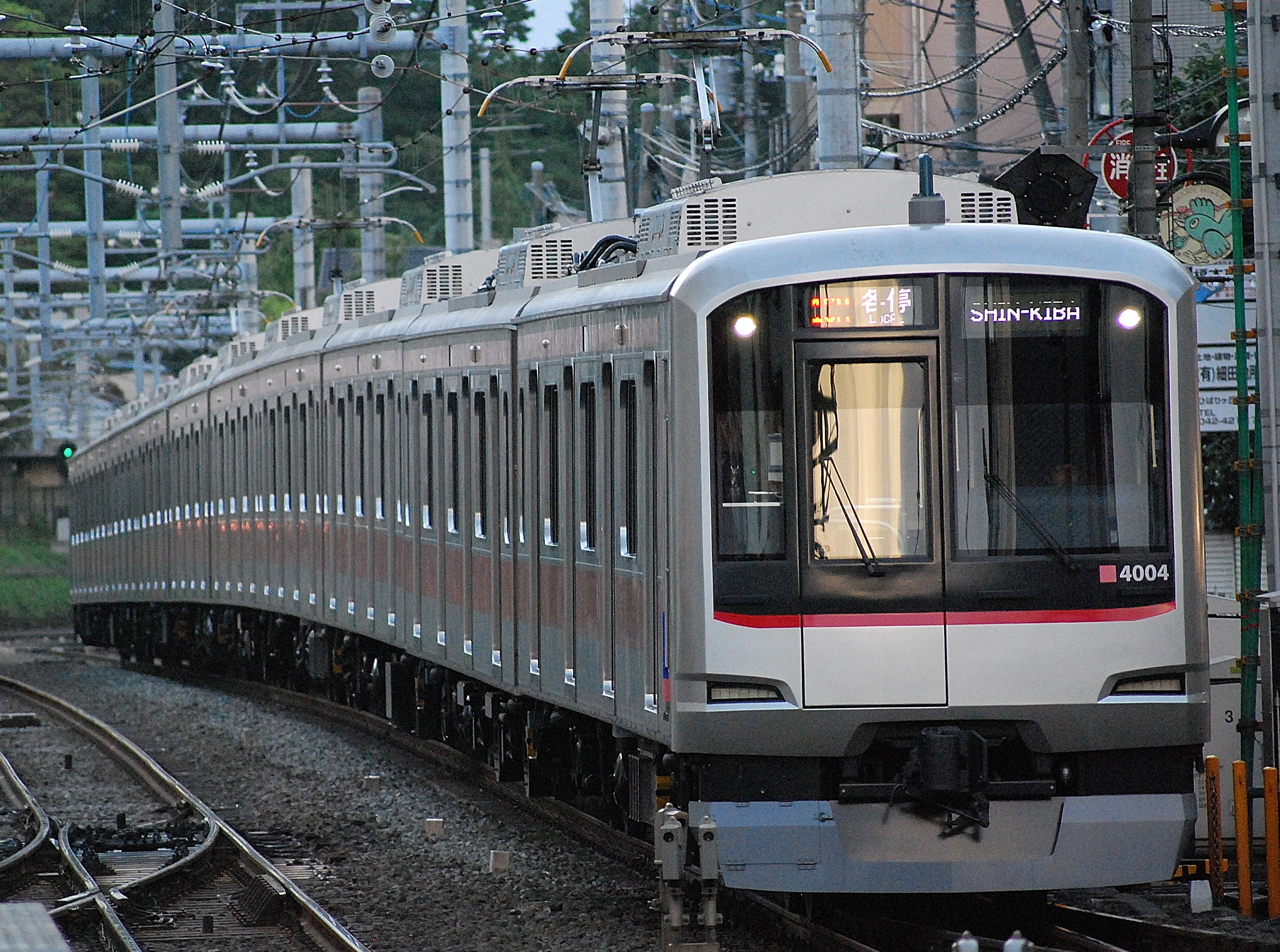
5050系4000番台（4104編組） （2012年9月17日 西武池袋線 雲雀丘站－東久留米站間）

## 利用狀況
2018年度最擁擠路段（A線東池袋 → 護國寺間）的擁擠率為165%。
近年的輸送實績如下表。表中最高值為紅色，最高值紀錄年度以後最低值為藍色，最高值紀錄年度以前最低值為綠色。
| 年度               | 最擁擠路段（東池袋 → 護國寺間）輸送實績 | 最擁擠路段（東池袋 → 護國寺間）輸送實績 | 最擁擠路段（東池袋 → 護國寺間）輸送實績 | 最擁擠路段（東池袋 → 護國寺間）輸送實績 | 特記事項                                                      |
| 年度               | 運行班次：班                            | 輸送力：人                              | 輸送量：人                              | 擁擠率：%                               | 特記事項                                                      |
| ------------------ | --------------------------------------- | --------------------------------------- | --------------------------------------- | --------------------------------------- | ------------------------------------------------------------- |
| 1980年（昭和55年） | 20                                      | 14,080                                  | 29,519                                  | 210                                     |                                                               |
| 1981年（昭和56年） | 20                                      | 14,080                                  | 30,576                                  | 217                                     |                                                               |
| 1982年（昭和57年） | 20                                      | 14,080                                  | 30,969                                  | 220                                     |                                                               |
| 1983年（昭和58年） | 17                                      | 24,208                                  | 40,897                                  | 169                                     | 1983年6月24日營團成增－池袋間開業                             |
| 1984年（昭和59年） | 17                                      | 24,208                                  | 41,446                                  | 171                                     |                                                               |
| 1985年（昭和60年） | 17                                      | 24,208                                  | 47,128                                  | 195                                     |                                                               |
| 1986年（昭和61年） | 17                                      | 24,208                                  | 48,667                                  | 201                                     |                                                               |
| 1987年（昭和62年） | 17                                      | 24,208                                  | 55,331                                  | 229                                     | 1987年8月25日和光市－營團成增間開業，開始與東武東上線直通運行 |
| 1988年（昭和63年） | 18                                      | 25,632                                  | 56,205                                  | 219                                     | 1988年6月8日新富町－新木場間開業                              |
| 1989年（平成元年） | 20                                      | 28,480                                  | 58,782                                  | 206                                     |                                                               |
| 1990年（平成02年） | 20                                      | 28,480                                  | 59,544                                  | 209                                     |                                                               |
| 1991年（平成03年） | 20                                      | 28,480                                  | 59,993                                  | 211                                     |                                                               |
| 1992年（平成04年） | 21                                      | 29,904                                  | 61,011                                  | 204                                     |                                                               |
| 1993年（平成05年） | 23                                      | 32,752                                  | 59,422                                  | 181                                     |                                                               |
| 1994年（平成06年） | 23                                      | 32,752                                  | 60,401                                  | 184                                     | 1994年12月7日有樂町線新線開業                                 |
| 1995年（平成07年） | 24                                      | 34,176                                  | 61,271                                  | 179                                     |                                                               |
| 1996年（平成08年） | 24                                      | 34,176                                  | 60,729                                  | 178                                     |                                                               |
| 1997年（平成09年） | 24                                      | 34,176                                  | 61,014                                  | 179                                     | 1998年3月26日開始與西武池袋線直通運行                         |
| 1998年（平成10年） | 24                                      | 34,176                                  | 61,437                                  | 180                                     |                                                               |
| 1999年（平成11年） | 24                                      | 34,176                                  | 60,460                                  | 177                                     |                                                               |
| 2000年（平成12年） | 24                                      | 34,176                                  | 60,312                                  | 176                                     |                                                               |
| 2001年（平成13年） | 24                                      | 34,176                                  |                                         | 177                                     |                                                               |
| 2002年（平成14年） | 24                                      | 34,176                                  | 60,226                                  | 176                                     |                                                               |
| 2003年（平成15年） | 24                                      | 34,176                                  | 60,113                                  | 176                                     |                                                               |
| 2004年（平成16年） | 24                                      | 34,176                                  |                                         | 174                                     |                                                               |
| 2005年（平成17年） | 24                                      | 34,176                                  |                                         | 175                                     |                                                               |
| 2006年（平成18年） | 24                                      | 34,176                                  |                                         | 176                                     |                                                               |
| 2007年（平成19年） | 24                                      | 34,176                                  |                                         | 173                                     |                                                               |
| 2008年（平成20年） | 24                                      | 34,176                                  | 57,590                                  | 169                                     | 2008年6月14日東京地下鐵副都心線開業                           |
| 2009年（平成21年） | 24                                      | 34,176                                  | 57,109                                  | 167                                     |                                                               |
| 2010年（平成22年） | 24                                      | 34,176                                  |                                         | 168                                     |                                                               |
| 2011年（平成23年） | 24                                      | 34,176                                  | 57,211                                  | 167                                     |                                                               |
| 2012年（平成24年） | 24                                      | 34,176                                  | 58,050                                  | 170                                     | 2013年3月16日副都心線開始與東急東橫線直通運行                 |
| 2013年（平成25年） | 24                                      | 34,176                                  | 56,397                                  | 165                                     |                                                               |
| 2014年（平成26年） | 24                                      | 34,176                                  | 54,726                                  | 160                                     |                                                               |
| 2015年（平成27年） | 24                                      | 34,176                                  | 54,915                                  | 161                                     |                                                               |
| 2016年（平成28年） | 24                                      | 34,176                                  | 54,457                                  | 159                                     |                                                               |
| 2017年（平成29年） | 24                                      | 34,176                                  | 55,847                                  | 163                                     |                                                               |
| 2018年（平成30年） | 24                                      | 34,176                                  | 56,254                                  | 165                                     |                                                               |

## 車站列表
車站編號往A線方向（和光市往新木場的方向）增加。
範例
●：停靠，｜：通過
各站停車停靠所有車站停車，因此省略。
| 車站編號     | 中文站名     | 日文站名     | 英文站名     | 站間距離     | 累計距離     | 接續路線 | 所在地                                                                                             | 所在地                                                                                             |
| ------------ | ------------ | ------------ | ------------ | ------------ | ------------ | --- | -------------------------------------------------------------------------------------------------- | -------------------------------------------------------------------------------------------------- |
| 直通運行路段 | 直通運行路段 | 直通運行路段 | 直通運行路段 | 直通運行路段 | 直通運行路段 | 和光市站起直通運行至 東上本線森林公園站 小竹向原站起途經 西武有樂町線練馬站直通運行至 池袋線飯能站                                                                               | 和光市站起直通運行至 東上本線森林公園站 小竹向原站起途經 西武有樂町線練馬站直通運行至 池袋線飯能站 | 和光市站起直通運行至 東上本線森林公園站 小竹向原站起途經 西武有樂町線練馬站直通運行至 池袋線飯能站 |
| Y-01         | 和光市       |              |              | -            | 0.0          | 東武鐵道： 東上本線（TJ-11）（直通運行） 東京地下鐵： 副都心線（F-01、共用） | 埼玉縣 和光市                                                                                      | 埼玉縣 和光市                                                                                      |
| Y-02         | 地鐵成增     |              |              | 2.2          | 2.2          | 東京地下鐵： 副都心線（F-02、共用） 東武鐵道： 東上本線（成增：TJ-10） | 東京都                                                                                             | 板橋區                                                                                             |
| Y-03         | 地鐵赤塚     |              |              | 1.4          | 3.6          | 東京地下鐵： 副都心線（F-03、共用） 東武鐵道： 東上本線（下赤塚：TJ-09） | 東京都                                                                                             | 練馬區                                                                                             |
| Y-04         | 平和台       |              |              | 1.8          | 5.4          | 東京地下鐵： 副都心線（F-04、共用） | 東京都                                                                                             | 練馬區                                                                                             |
| Y-05         | 冰川台       |              |              | 1.4          | 6.8          | 東京地下鐵： 副都心線（F-05、共用） | 東京都                                                                                             | 練馬區                                                                                             |
| Y-06         | 小竹向原     |              |              | 1.5          | 8.3          | 西武鐵道： 西武有樂町線（SI37）（池袋方向起直通運行） 東京地下鐵： 副都心線（F-06、共用）                                                                                        | 東京都                                                                                             | 練馬區                                                                                             |
| Y-07         | 千川         |              |              | 1.0          | 9.3          | 東京地下鐵： 副都心線（F-07） | 東京都                                                                                             | 豐島區                                                                                             |
| Y-08         | 要町         |              |              | 1.0          | 10.3         | 東京地下鐵： 副都心線（F-08） | 東京都                                                                                             | 豐島區                                                                                             |
| Y-09         | 池袋         |              |              | 1.2          | 11.5         | 東京地下鐵： 丸之內線（M-25）、 副都心線（F-09） 東日本旅客鐵道： 埼京線（JA12）、 湘南新宿線（JS21）、 山手線（JY13） 東武鐵道： 東上本線（TJ-01） 西武鐵道： 池袋線（SI01）    | 東京都                                                                                             | 豐島區                                                                                             |
| Y-10         | 東池袋       |              |              | 0.9          | 12.4         | 東京都電車： 荒川線（東京櫻電）（東池袋四丁目：SA 25） | 東京都                                                                                             | 豐島區                                                                                             |
| Y-11         | 護國寺       |              |              | 1.1          | 13.5         | | 東京都                                                                                             | 文京區                                                                                             |
| Y-12         | 江戶川橋     |              |              | 1.3          | 14.8         | | 東京都                                                                                             | 文京區                                                                                             |
| Y-13         | 飯田橋       |              |              | 1.6          | 16.4         | 東京地下鐵： 東西線（T-06）、 南北線（N-10） 都營地下鐵： 大江戶線（E-06） 東日本旅客鐵道： 中央線（各站停車）（JB16）                                                           | 東京都                                                                                             | 新宿區                                                                                             |
| Y-14         | 市谷         |              |              | 1.1          | 17.5         | 東京地下鐵： 南北線（N-09） 都營地下鐵： 新宿線（S-04） 東日本旅客鐵道： 中央線（各站停車）（JB15）                                                                              | 東京都                                                                                             | 新宿區                                                                                             |
| Y-15         | 麴町         |              |              | 0.9          | 18.4         | | 東京都                                                                                             | 千代田區                                                                                           |
| Y-16         | 永田町       |              |              | 0.9          | 19.3         | 東京地下鐵： 半藏門線（Z-04）、 南北線（N-07）、 丸之內線（赤坂見附：M-13）、 銀座線（赤坂見附：G-05）                                                                           | 東京都                                                                                             | 千代田區                                                                                           |
| Y-17         | 櫻田門       |              |              | 0.9          | 20.2         | | 東京都                                                                                             | 千代田區                                                                                           |
| Y-18         | 有樂町       |              |              | 1.0          | 21.2         | 東京地下鐵： 日比谷線（日比谷：H-08）、 千代田線（日比谷：C-09） 都營地下鐵： 三田線（日比谷：I-08） 東日本旅客鐵道： 山手線（JY30）、 京濱東北線（JK25）、 京葉線（JE01：東京） | 東京都                                                                                             | 千代田區                                                                                           |
| Y-19         | 銀座一丁目   |              |              | 0.5          | 21.7         | 東京地下鐵： 銀座線（銀座站：G-09）、 丸之內線（銀座：M-16）、 日比谷線（銀座：H-09）                                                                                            | 東京都                                                                                             | 中央區                                                                                             |
| Y-20         | 新富町       |              |              | 0.7          | 22.4         | 東京地下鐵： 日比谷線（築地：H-11） | 東京都                                                                                             | 中央區                                                                                             |
| Y-21         | 月島         |              |              | 1.3          | 23.7         | 都營地下鐵： 大江戶線（E-16） | 東京都                                                                                             | 中央區                                                                                             |
| Y-22         | 豐洲         |              |              | 1.4          | 25.1         | 百合鷗： 臨海線（U-16） | 東京都                                                                                             | 江東區                                                                                             |
| Y-23         | 辰巳         |              |              | 1.7          | 26.8         | | 東京都                                                                                             | 江東區                                                                                             |
| Y-24         | 新木場       |              |              | 1.5          | 28.3         | 東日本旅客鐵道： 京葉線（JE05） 東京臨海高速鐵道： 臨海線（R01） | 東京都                                                                                             | 江東區                                                                                             |

1. ↑  和光市站為與其他公司接續的共同使用站，是東武鐵道管轄站。
2. 1 2  地下鐵成增站與東上線的成增站、地下鐵赤塚站與東上線的下赤塚站之間並無連絡運輸。
3. ↑  小竹向原站為與其他公司接續的共同使用站，是東京地下鐵管轄站。
4. ↑  與東京站沒有連絡業務。

## 路線名稱
1973年（昭和48年）11月1日至12月15日，營團曾公開招募8號線的命名。結果反應熱烈，營團接到30,591個回覆，共計2,519個命名建議。以得票數計第一位是「麴町線」，但營團方面以「麴」字艱深，對乘客並不親切為由而不選用。而第2名「有樂町線」和第5名「有樂線」的得票總和高於「麴町線」，故營團最終以「有樂町線」命名此線。
另外，當時有人因路線途經有樂町和池袋兩個著名地方而聯想起有袋動物，進而提出「袋鼠線」（日语：カンガルー線）的命名建議。

## 都市傳說
自1974年開業以來，一直有傳言指「有樂町線是一條軍事路線」，傳言之盛甚至成為東京其中一個都會傳奇。對此，營團和現在的東京地下鐵均不作任何評論。而這個傳言出現主要原因是有樂町線沿線和直通運行的路線沿線都是政府的重要機關和軍事設施。
- 沿線有重要的政府機關，包括警察廳、警視廳、皇居（櫻田門站）、國會議事堂（永田町站）和海上保安廳（新富町站）。
- 在有樂町線沿線附近有自衛隊的駐地（和光市站－朝霞駐屯地、平和台站－練馬駐屯地（日语：練馬駐屯地））。朝霞駐屯地內更有以貨物車卡裝載坦克車和物資的演習設施。
- 日本防衛省（相當國防部）大樓和陸上自衛隊的東部方面總監部設於市谷站附近的市谷駐屯地，由第32普通科連隊進駐，是防衛首都的中樞。
- 與本線直通運行的別條路線也有自衛隊的駐地。西武池袋線沿線即有全日本最大的航空自衛隊基地——入間基地，為日本中部（涵蓋首都）的防空樞紐地。
- 終點新木場站面對東京灣，車輛基地附近有直昇機場。

### 來源
1. 1 2 3  東京地下鉄道有楽町線建設史、pp.939 - 940。
2. ↑  . 東京都.   [2021-07-31]. （原始内容 (XLS)存档于2022-03-27）.
3. 1 2  レールアンドテック出版「鉄道車両と技術」No.177記事「ATOの技術」参照。
4. ↑  此段為了作為第4號線取得免許的路段與第8號線更改途經地區和軌距。
5. ↑  東京メトロハンドブック2008
6. 1 2  鉄道ジャーナル (鉄道ジャーナル社). 1987-11, 21 (13): 96. 缺少或|title=为空 (帮助)
7. ↑  東京メトロ公式サイト 平成22年度事業計画[永久]
8. ↑  有楽町線の発車メロディを制作しました 的存檔，存档日期2014-07-24. - 株式会社スイッチ、2011年4月6日。
9. ↑  有楽町線全駅にホームドアの設置が完了します！PDF - 東京地下鉄、2013年8月9日。
10. ↑  2 月8 日(土)から有楽町線千川駅のホームドアが稼働しますPDF - 東京地下鉄、2014年1月23日。
11. ↑   (PDF) (新闻稿). 東京地下鉄. 2015-03-10  [2015-03-30]. （原始内容 (PDF)存档于2015-03-19）.
12. ↑   (PDF) (新闻稿). 東京地下鉄. 2016-02-22  [2020-03-07]. （原始内容 (PDF)存档于2019-05-21） （日语）.
13. ↑   (PDF) (新闻稿). 東京地下鉄. 2018-02-15  [2020-03-07]. （原始内容 (PDF)存档于2019-04-27） （日语）.
14. ↑   (PDF) (新闻稿). 東京地下鉄. 2020-05-14  [2020-05-14]. （原始内容 (PDF)存档于2020-05-14） （日语）.
15. ↑   (PDF). 東武鉄道株式会社. 2025-04-17 （日语）.
16. ↑  . NHK. 2025-04-17  [2025-04-18]. （原始内容存档于2025-04-17） （日语）.
17. ↑  . 朝日新聞社. 2025-04-17 （日语）.
18. 1 2   (PDF) (新闻稿). 西武鉄道／東京地下鉄／東京急行電鉄／横浜高速鉄道. 2017-01-10  [2020-03-09]. （原始内容 (PDF)存档于2018-12-11） （日语）.
19. 1 2   (PDF) (新闻稿). 東京地下鉄. 2019-11-11  [2020-03-09]. （原始内容 (PDF)存档于2020-01-06） （日语）.
20. ↑  鉄道ファン2001年6月号 「大手私鉄の多数派系列ガイド」
21. ↑  東急5050系4000番台が東武東上線・地下鉄有楽町線で営業運転開始 （页面存档备份，存于） - 交友社『鉄道ファン』railf.jp 鉄道ニュース 2012年9月11日
22. ↑   (PDF). 国土交通省: 3. 2019-07-18  [2019-08-15]. （原始内容 (PDF)存档于2020-09-29）.
23. ↑  「都市交通年報」各年度版
24. ↑  秋庭俊，2002年12月，洋泉社 ISBN 9784896916805；2006年2月1日，新潮文庫，ISBN 9784101263519

## 外部連結
- 有樂町線/Y | 路線、車站資訊 | 東京地下鐵 （页面存档备份，存于）
- 東京地下鐵 - 特急浪漫特快使用導覽 （页面存档备份，存于）
- 有樂町線的歷史 （页面存档备份，存于） - Metro archive album（公益財團法人地鐵文化財團）